# Ornella Koktová
Ornella Koktová, rozená Ornella Štiková,  (17. února 1993, Praha) je česká influencerka, účastnice reality show a podnikatelka.

## Život
V dětství účinkovala na České televizi v pořadu pro děti Kouzelná školka, kde vystupovala s Dádou Patrasovou. Studovala balet a step na Státní konzervatoři[kde?]. Ve 14 letech u Milady Karasové v Czechoslovak Models započala dráhu modelky. Jako modelka předváděla i na několika přehlídkách v italském Miláně v Itálii, dráhu modelky však brzy[kdy?] ukončila.
Mediálně se zviditelnila svým vztahem s českým podnikatelem Josefem Koktou, kterého si později[kdy?] vzala za manžela a se kterým má tři děti – Quentina, Svena a Lilianne. Spolu s manželem a také se svými rodiči a sestrou Charlottou vystupovala v reality show televize Prima „Štiky“. 
Zúčastnila se též reality show Výměna manželek, natáčené televizí Nova. V roce 2024 se pak stala jednou z účastnic reality show Survivor Česko & Slovensko: Titáni vs. Lovci.
Ornella Koktová je též podnikatelkou v módním průmyslu, v roce 2017 založila jezdeckou značku PinkHorse a v roce 2021 značku BOOBEE, která nabízí pásky pro tvarování dekoltu. Kromě toho se věnuje tvorbě reklam na sociálních sítích.
S českou moderátorkou Agátou Hanychovou vytváří podcast „AGATA A ORNELLA“.